# Seznam finskih pisateljev
Seznam finskih pisateljev.

## A
- Mikael Agricola
- Selja Ahava
- August Ahlqvist
- Juhani Aho
- Päivi Alasalmi
- Claes Andersson (finski Šved)
- Tuuve Aro

## C
- Minna Canth

## D
- Sunniva Drake

## E
- R. R. Eklund
- Rabbe Enckell

## F
- Tua Forsström
- Monika Fagerholm

## G
- Carl Axel Gottlund
- Catharina Gripenberg

## H
- Pentti Haanpää
- Anne Hänninen
- Jarl Hemmer
- Pekka Hiltunen
- Veikko Huovinen

## J
- Tove Jansson
- Arvid Järnefelt
- Maria Jotuni
- Daniel Juslenius

## K
- Uuno Kailas
- Aino Kallas
- Mia Kankimäki
- Daniel Katz
- Ilmari Kianto
- Eeva Kilpi
- Tommi Kinnunen
- Aleksis Kivi
- Kirsti Kivinen &Anami Poivaara
- Mauri Kunnas

## L
- Torsti Lehtinen
- Joel Lehtonen
- Väinö Linna
- Johannes Linnankoski
- Reko Lundán

## M
- Otto Manninen
- Veijo Meri
- Arvid Mörne

## O
- Sofi Oksanen (estonsko-finska, 1977-)
- Hagar Olsson

## P
- Arto Paasilinna
- Erno Paasilinna
- Markku Paasonen
- Pietari Päivärinta
- Teuvo Pakkala
- Kaija Pakkanen
- Onni Palaste
- Kirsti Paletto
- Henry Parland
- Toivo Pekkanen
- Bengt Pohjanen
- Simo Puupponen

## R
- Irja Rane
- Raul Roine

## S
- Petter Sairanen
- Unto Kalervo Seppänen
- Juhani Siljo
- Frans Eemil Sillanpää
- Salla Simukka
- Pajtim Statovci
- Paavo Susitaival
- Jaakko Syrjä

## T
- Marton Taiga
- Maila Talvio
- Karl August Tavaststjerna
- Zachris Topelius
- Antti Tuomainen
- Antti Elias Tuuri

## V
- Nils-Aslak Valkeapää
- Pirkko Vainio
- Einari Vuorela

## W
- Mika Waltari
- Hella Wuolijoki